# Joey Kwan
Joey Kwan (Eindhoven, juni 1995) is een Belgische actrice. Zij is vooral bekend van de televisieserie #LikeMe waarin ze de rol van Kyona Wen speelt.
Kwan is van Maleisisch-Hongkongse afkomst. Geboren in Nederland, verhuisde zij op tweejarige leeftijd naar België. Zij studeerde Musical aan de Kunsthumaniora Brussel.